# 雷翁
雷翁（法語：Réhon，法語發音：[ʁeɔ̃]）是法国默尔特-摩泽尔省的一个市镇，位于该省北部，属于布里埃区。雷翁是隆维城市公共社区的一部分。

## 地理
雷翁（49°30'6"N, 5°45'18"E）面积3.73 平方千米，位于法国大東部大區默尔特-摩泽尔省，该省份为法国东北部内陆省份，是洛林的一部分，北邻比利时、卢森堡，北起顺时针与摩泽尔省、下莱茵省、孚日省和默兹省接壤。
与雷翁接壤的市镇（或旧市镇、城区）包括：舍尼耶尔、屈特里、莱克西、隆维、梅克西。

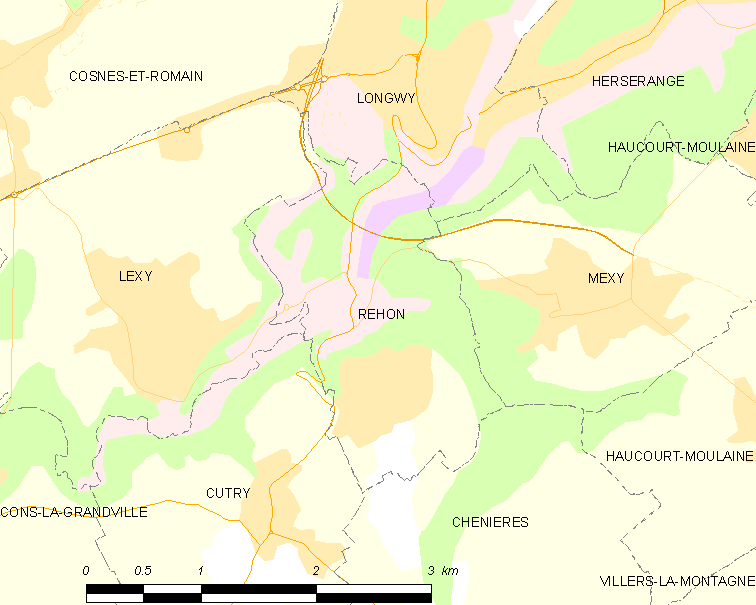
雷翁的OSM定位图

雷翁的时区为UTC+01:00、UTC+02:00（夏令时）。

## 行政
雷翁的邮政编码为54430，INSEE市镇编码为54451。

## 政治
雷翁所属的省级选区为隆维县。

## 人口

1962-2008年间雷翁人口变化图示

雷翁于2022年1月1日时的人口数量为3811人。